# سن خوزه د مایپو
سن خوسه د مایپو (به اسپانیایی: San José de Maipo) یک شهرستان در شیلی است که در استان کوردیئرا واقع شده‌است. سن خوسه د مایپو ۴٬۹۹۴٫۸ کیلومتر مربع مساحت و ۱۳٬۳۷۶ نفر جمعیت دارد.